# 渔鸥

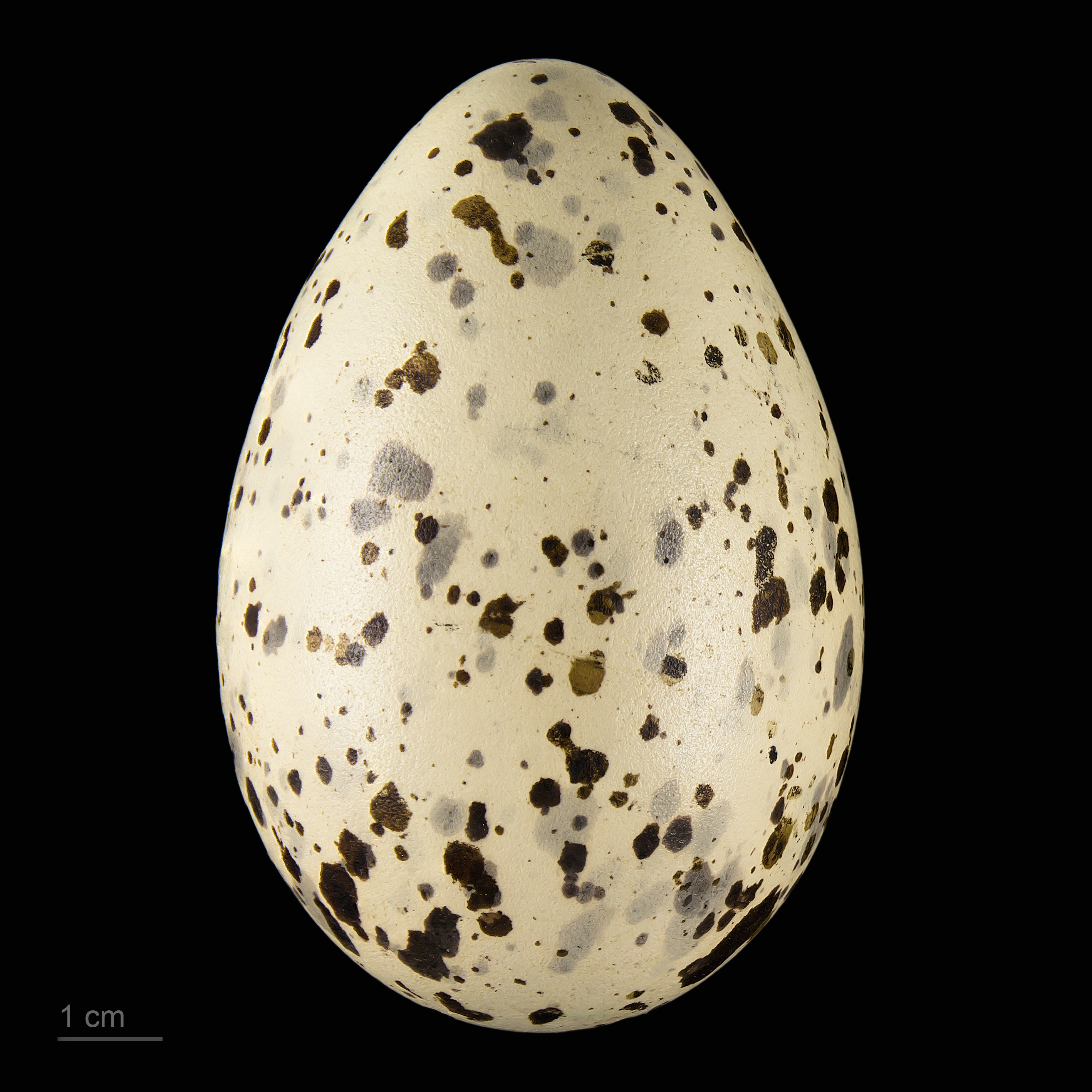
卵 Larus ichthyaetus

渔鸥（学名：Ichthyaetus ichthyaetus）为鸥科渔鸥属的鸟类。在中国大陆，分布于青海、内蒙古、新疆、甘肃、四川、西藏、广东等地。该物种的模式产地在里海。以前曾被分类在鸥科鸥属。